# Ernst Kohlmeyer
Ernst Kohlmeyer (* 27. März 1882 in Hänigsen; † 6. März 1959 in Berchtesgaden) war ein deutscher Theologe.

## Leben
Nach dem Abitur am Gymnasium Celle studierte er von 1901 bis 1906 an den Universitäten Freiburg im Breisgau, Erlangen, Greifswald und Göttingen Theologie und Geisteswissenschaften. Von 1907 bis 1909 besuchte er das Predigerseminar Loccum. 1911 habilitierte sich er für Kirchengeschichte an der Universität Göttingen, wo er auch als Privatdozent tätig war. Während des Ersten Weltkrieges war er Marine-Feldgeistlicher, dabei stand er ein Jahr im Fronteinsatz und wurde mit dem Eisernen Kreuz II. Klasse ausgezeichnet. 1916 wurde er zum beamteten außerordentlichen Professor der Universität Kiel ernannt, 1920 wurde er dort ordentlicher Professor für Kirchengeschichte. 1926 folgte er einem Ruf nach Breslau, 1930 kam er nach Halle an der Saale. 1935 nahm er einen Ruf nach Bonn an (im Austausch gegen Ernst Wolf). Krankheitshalber wurde Kohlmeyer 1944 emeritiert, 1946 kehrte er für ein Semester an die Universität Bonn zurück.

## Schriften (Auswahl)
- Kosmos und Kosmonomie bei Christian Wolff. Ein Beitrag zur Geschichte der Philosophie und Theologie des Aufklärungszeitalters. Göttingen 1911.
- Die Entstehung der Schrift Luthers „An den christlichen Adel deutscher Nation“. Gütersloh 1922, OCLC 469157499.
- Von Augsburg nach Wittenberg. Rede gehalten bei der Augustana-Feier am 4. Juli 1930 in der Schloßkirche zu Wittenberg. Halle an der Saale 1930, OCLC 245795538.
- Gustav Adolf und die Staatsanschauung des Altluthertums. Rede anläßlich der Reformationsfeier am 31. Oktober 1932, gehalten in der Aula der Vereinigten Friedrichs-Universität Halle-Wittenberg. Halle an der Saale 1933.